# Ypthima multistriata
Ypthima multistriata är en fjärilsart som beskrevs av Butler 1883. Ypthima multistriata ingår i släktet Ypthima och familjen praktfjärilar. Inga underarter finns listade i Catalogue of Life.

## Bildgalleri

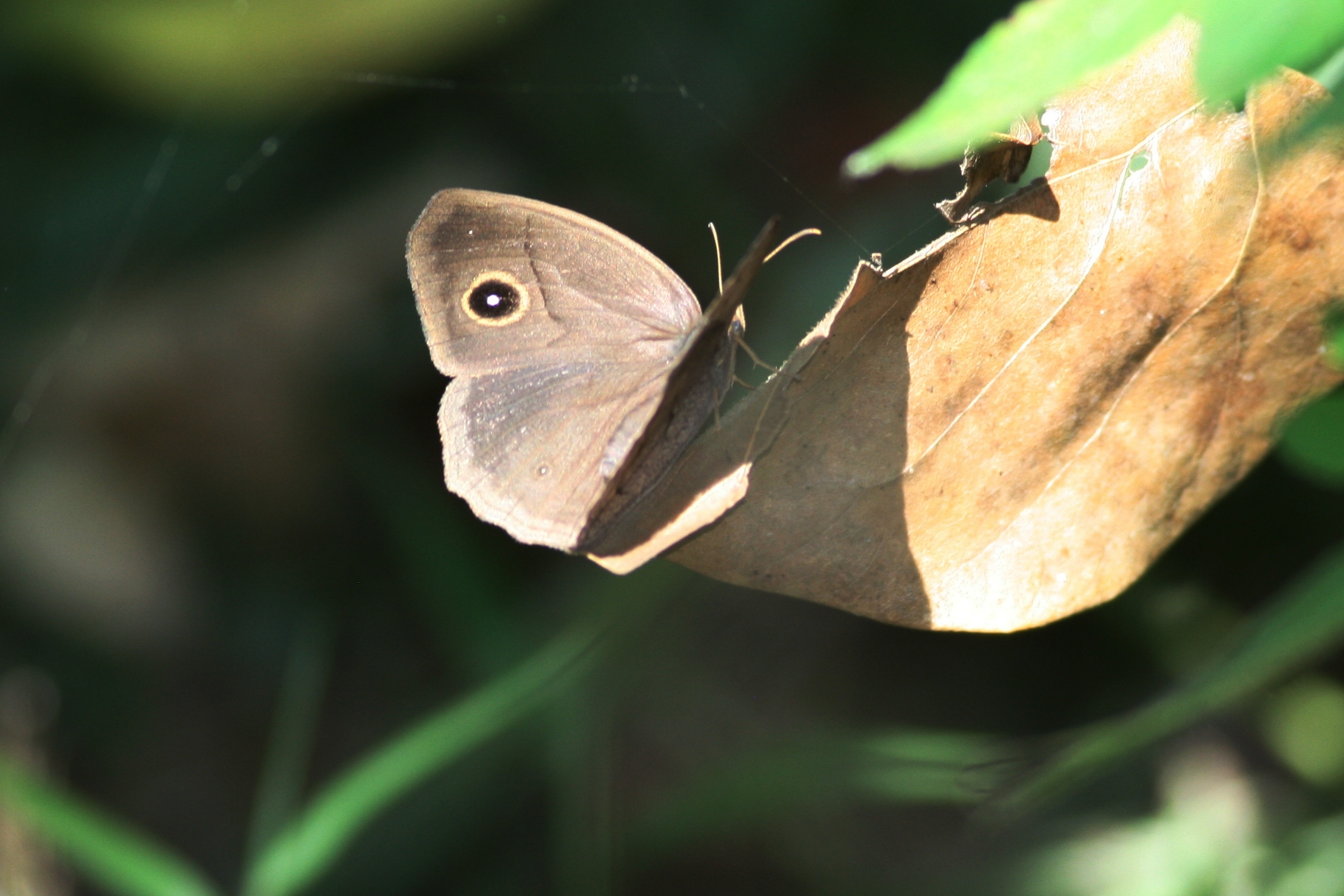